# Pavel Kypr
Pavel Kypr (22- října 1909, Jihlava – 3. října 1976, Praha) byl český básník, dramatik, překladatel, redaktor a publicista.

## Život
Byl synem redaktora Jihlavských listů (později nakladatele a úředníka v Pardubicích). Roku 1928 maturoval na Reálném gymnáziu v Pardubicích a pak dva roky studoval na dramatickém oddělení Státní konzervatoře v Praze. Rok pracoval jako účetní u Zemského úřadu v Brně a pak v letech 1931–1953 jako redaktor novin a časopisů v Jihlavě a v Praze. Za okupace byl činný v odboji a byl dvakrát uvězněn. Od roku 1953 působil jako kulturní pracovník v Jihlavě, Brně a Praze a roku 1970 odešel do důchodu.
Jako redaktor psal divadelní referáty, kritiky a publicistiku zaměřenou na národnostní, sociální a kulturně výchovnou tematiku. Roku 1927 knižně debutoval sbírkou básní Dni a lidé ve větách, ve které dominuje lyrismus a poetistická provokativnost. Jeho dramatické práce (včetně rozhlasových her) jsou často založeny na úpravách cizích textů. Do hudební oblasti zasáhl roku 1948 prózou Nevýslovné toužení založenou na čtyřech imaginárních rozhovorech s Bedřichem Smetanou.

## Výběrová bibliografie

### Krásná literatura
- Dni a lidé ve větách (1927), básnická sbírka (pod pseudonymem Jan Dewaren).
- Sedm malých próz (1931), bibliofile.
- Asagao (1941), divadelní hra napsaná podle starojaponské hry Jamady Kakašiho (pod pseudonymem Pavel Tkadlec).
- Dantova Božská komedie: dramatické mysterium o 10 scénách (1941) (pod pseudonymem Pavel Tkadlec).
- Prvek lidskosti (1947), rozhlasová hra o Marii Curieové, knižně 1969 ve sborníku České rozhlasové hry: sborník textů do r. 1948.
- Pražská balada (1947), drama ze života Podskalí v 19. století.
- Nevýslovné toužení (1948), povídka založená na čtyřech imaginárních rozhovorech s Bedřichem Smetanou, týkajících se vrcholných období jeho života v souvislostech se společenskou situací.

### Publicistika
- Zemědělské družstevní podnikání na západní a jihozápadní Moravě (1934).
- Památník padesátého výročí založení ochotnického spolku "Klicpera" (1937).
- Malá pevnost Terezín (1947), společně se Zdeňkem Benešem, dokument o terezínské Malé pevnosti a o nacistických zločinech proti lidskosti.
- Dnešní význam a úkoly Svazu bojovníků za svobodu v pětiletém plánu (1940).
- Dopisy o dnešním životě (1949), z příspěvků do týdeníku Hlasu revoluce.
- Stalin v současném boji za mír (1949), uspořádal.
- Rodná věc (1950), časová reportáž o současných naléhavých otázkách týkajících se společenského přerodu k socialismu.
- Dopisy Dimitrije I. Mendělejeva českému chemiku Bohuslavu Braunerovi (1952), uspořádal,
- Vesnice potřebují družstevní kluby (1962)
- Rozhovory o dvousměnném provozu v živočišné výrobě (1962)

### Překlad
1944 - Friedrich Schiller: Úklady a láska, úprava pro ochotnické divadlo (pod pseudonymem Pavel Tkadlec),